# Дзигал Олександр Федорович
Олекса́ндр Фе́дорович Дзи́гал — доктор медичних наук, професор, заслужений лікар України.

## З життєпису
2001 року захистив кандидатську роботу по спеціалізації «шкірні та венеричні хвороби» — «Хронічні піогенні захворювання шкіри та підшкірно-жирової клітковини у робітників нафтоперевалочного заводу (патогенез, лікування, профілактика)»
Головний лікар медико-санітарної частини АТ «Ексімнафтопродукт» (Одеса).
2019 року захистив докторську роботу «Обгрунтування хірургічних втручань при цирозі печінки, ускладненій портальною і біліарною гіпертензіями (клініко-експериментальне дослідження)».
Серед робіт — 
- «Сучасні світові тенденції розвитку національних систем охорони здоров'я (огляд літератури)» / співавтори Б. В. Панов, О. О. Свірський, Л. А. Ковалевська, С. І. Конкін, М. Л. Кирилюк, С. В. Балабан, О. В. Бєляков; 2001[3]
- «Виконання лапароскопічної холецистектомії з метою декомпресії біліарної системи у хворих із механічною жовтяницею як спосіб профілактики розвитку печінкової недостатності» / співавтор Ю. В. Грубнік; 2015[4]